# Atractides riparius
Atractides riparius är en kvalsterart som beskrevs av Herbert Habeeb 1957. Atractides riparius ingår i släktet Atractides och familjen Hygrobatidae. Inga underarter finns listade.